# Tia-Clair Toomey
Tia-Clair Toomey (Nambour, 22 luglio 1993) è una sollevatrice, bobbista e atleta di CrossFit australiana.
Ha vinto la medaglia d'oro nei 58 kg (128 lb) ai Giochi del Commonwealth 2018 nella Gold Coast. Ha gareggiato anche nei 58 kg femminile alle Olimpiadi estive del 2016 ed è arrivata 14ª. È stata la vincitrice dei CrossFit Games 2017, 2018, 2019, 2020, 2021 e 2022, dopo essere stata seconda nel 2015 e 2016.

## Biografia
Tia-Clair Toomey è nata il 22 luglio 1993 da Debbi e Brendon Toomey a Nambour, Queensland, Australia; è la più grande di tre figlie. [6] È cresciuta a Dunethin Rock lungo il fiume Maroochy sulla Sunshine Coast, dove i suoi genitori lavoravano in una piantagione di canne da zucchero. [6] Ha frequentato la scuola elementare a North Arm, nel Queensland, prima che la famiglia si trasferisse a Weipa quando aveva 12 anni. Ha studiato al Western Cape College di Weipa, e poi si è iscritta alla Townsville Grammar School di Townsville nel 2009. [7] Dopo aver terminato la scuola nel 2011, è andata a studiare infermieristica alla Queensland University of Technology di Brisbane . Tuttavia, se ne andò dopo sei mesi e si trasferì a Gladstone per stare con il suo futuro marito Shane Orr. Lì lavorò per un periodo come assistente dentista e poi come tecnico di laboratorio presso una struttura di Rio Tinto. [9]
Toomey praticò atletica nelle specialità di corsa mentre frequentava la scuola. Quando si trovava a Gladstone, si concentrò nei 400 metri a ostacoli, ed è stata introdotta al CrossFit da Shane Orr che lo aveva usato per integrare il suo allenamento quando giocava per il Gladstone Rugby Union. Subito non fu convinta di iniziare questo sport, ma venne subito coinvolta e iniziò a partecipare alle competizioni di CrossFit nel 2013. Ha imparato le basi del sollevamento pesi attraverso le classi di CrossFit.
Si dedica al bob dal 2021 nel ruolo di frenatrice per la squadra nazionale australiana, debuttando in Coppa Nordamericana il 18 dicembre 2021 a Lake Placid, dove concluse la gara di bob a due al secondo posto in coppia con Ashleigh Werner.

## Competizioni

### CrossFit Games
Toomey ha gareggiato per la prima volta nel CrossFit Open meno di un mese dopo aver iniziato CrossFit nel 2013. L'anno successivo si è qualificata per le Regionali, ma si è qualificata solo 18° nella Australian Regional. Toomey si qualificò per la prima volta ai CrossFit Games nel 2015 dopo due anni di competizioni CrossFit. È arrivata seconda dietro a Katrín Davíðsdóttir nel suo anno di debutto ed è stata nominata Rookie of the Year. Dopo un altro secondo posto nel 2016, ha vinto i suoi primi giochi ai CrossFit Games 2017 in un finale tirato, battendo la collega australiana Kara Webb di soli due punti.
Ai Giochi del 2018, Toomey ha vinto in modo convincente con un vantaggio di 64 punti sulla seconda classificata Laura Horvath. L'anno successivo ai Giochi del 2019, ha vinto con un ampio margine di 195 punti su Kristin Holte ed è diventata la prima donna a vincere tre CrossFit Games.
Nel 2020, Toomey ha esteso il suo record a quattro vittorie consecutive. La sua performance nel 2020 è stata la prestazione più dominante di sempre da parte di un'atleta CrossFit femminile ai Giochi, vincendo 9 dei 12 eventi nella fase finale dei Giochi, con un margine di vittoria di 360 punti su Katrín Davíðsdóttir .
Toomey ha ulteriormente esteso il numero di titoli vinti a cinque ai Giochi CrossFit 2021 con un altro display dominante, vincendo 9 eventi su 15 ai Giochi e stabilendo un punteggio record di 1.435. Le cinque vittorie hanno eguagliato il record stabilito da Mat Fraser e ha anche battuto il record di Fraser di 29 vittorie totali di eventi stabilendo un nuovo record di 33 vittorie di eventi.

### Olimpiadi
Toomey ha alzato il suo record personale di 85 kg (187 lb) di slancio a una competizione CrossFit nel settembre 2013 dopo essersi allenata per soli 6 mesi, e ha attirato l'attenzione dell'allenatore di sollevamento pesi Miles Wydall. Si è offerto di allenare Toomey sul sollevamento pesi e ha incoraggiato Toomey a cercare di arrivare alle Olimpiadi di Rio  in rappresentanza dell'Australia. Dopo soli 18 mesi di serio allenamento di sollevamento pesi, si è qualificata per le Olimpiadi quando è arrivata terza ai 2016 Oceania Weightlifting Championships con un sollevamento combinato di 194 kg (428 lb) . Nella competizione olimpica di sollevamento pesi alle Olimpiadi estive del 2016, ha gareggiato nella categoria dei 58 kg femminile, ma ha mancato il suo record personale di 5 kg (11 lb) e si è classificata 14ª.
A dicembre del 2020, Toomey ha annunciato il suo piano di allenarsi con la squadra australiana di bob e cercare di qualificarsi per le Olimpiadi invernali del 2022 che si terranno in Cina. Nella sua prima gara di bob in Corea del Sud nel febbraio 2021, ha vinto due gare come frenatrice in una squadra di bob composta da due donne.

### I giochi del Commonwealth
Toomey ha anche gareggiato nel sollevamento pesi ai 2018 Commonwealth Games. Ha vinto l'oro nella categoria dei 58 kg con un comprensivo delle alzate di 201 kg (443lb).

## Vita privata
Toomey ha incontrato suo marito e allenatore, Shane Orr, mentre era ancora al liceo ed entrambi stavano partecipando a un evento di triathlon locale a Weipa. Si sono sposati nel 2017.  Possedevano una palestra a Gladstone, che hanno venduto all'inizio del 2019 quando si sono trasferiti a Cookeville, nel Tennessee, per allenarsi nella palestra CrossFit Mayhem Rich Froning . Più volte campione maschile di CrossFit Games, Mat Fraser, si è unito a loro a Cookeville e Shane ha allenato entrambi in preparazione per i CrossFit Games del 2019 e del 2020. Si è trasferita nel 2021 a Nashville, nel Tennessee, utilizzata come base per il campo di allenamento PRVN Fitness dove suo marito è capo allenatore.
È apparsa in uno spot del Super Bowl LV insieme al collega CrossFitter Josh Bridges.

## Palmarès

### Risultati CrossFit Games
| Anno | Giochi | Regionali                                                      | Open (in tutto il mondo)               |
| ---- | ------ | -------------------------------------------------------------- | -------------------------------------- |
| 2013 | —      | —                                                              | 5954                                   |
| 2014 | —      | 18° (Australia)                                                | 241                                    |
| 2015 | 2°     | 3° (Pacifico)                                                  | 63                                     |
| 2016 | 2°     | 2° (Pacifico)                                                  | 82ª                                    |
| 2017 | 1°     | 2° (Pacifico)                                                  | 18°                                    |
| 2018 | 1°     | 1° (Pacifico)                                                  | 12                                     |
| Anno | Giochi | Qualifier                                                      | Open                                   |
| 2019 | 1°     | 1° (WZA)                                                       | 6° (mondo) 1° (Australia)              |
| 2020 | 1°     | 1° (Mayhem) 1° (WZA)                                           | 4° (mondo) 1° (Australia)              |
| 2021 | 1°     | 1° (Quarti di finale Oceania) 1° (Semifinali Centro Atlantico) | 1° (mondo) 1° (Oceania) 1° (Australia) |

### Bob

#### Coppa Nordamericana
- 3 podi (tutti nel bob a due):
  - 3 secondi posti.